# Oskar Henningsson
Oskar Henningsson (Eksjö, 10 augustus 1985) is een Zweedse golfprofessional.

## Professional
In 2004 werd Henningsson professional. Dat najaar bereikte hij de Stage 2 van de Tourschool en verdiende het recht om op de European Challenge Tour in 2005 te spelen. Zijn beste resultaat was een gedeeld 7de plaats op het Rotterdam International Open op Golfclub Broekpolder. Hij eindigde dat jaar op de 99ste plaats van de Order of Merit. Het resultaat viel hem tegen en in 2006, 2007 en 2008 speelde hij voornamelijk in Zweden en won drie toernooien. Eind 2008 won hij de Tourschool.
In 2009 speelde hij 22 toernooien op de Europese Tour. Hij begon het seizoen met een 8ste plaats op het Alfred Dunhill Kampioenschap in Zuid-Afrika. Verder won hij met een laatste ronde van 65 slagen de Moravia Silesia Open, en stelde daarmee zijn spelerskaart voor 2010 en 2011 veilig. 

### Overwinningen
| Jaar | Toernooi                      | Tour              |
| ---- | ----------------------------- | ----------------- |
| 2007 | Varberg Open                  | Zweedse Mini-tour |
| 2008 | Svalöv Open                   | SGF Golf Ranking  |
| 2008 | Wiredaholm Open               | SGF Golf Ranking  |
| 2009 | Moravia Silesia Open          | Europese PGA Tour |
| 2013 | Gränna Open                   | SGF Golf Ranking  |
| 2017 | Wiredaholm Open               | SGF Golf Ranking  |
| 2017 | Gränna Open                   | SGF Golf Ranking  |
| 2018 | Wiredaholm Open               | SGF Golf Ranking  |
| 2018 | Gränna Open                   | SGF Golf Ranking  |
| 2019 | Kumla Open by Malmbergs El AB | Future Series     |
| 2019 | Hjo S Open                    | Future Series     |